# Metaltella arcoiris
Metaltella arcoiris is een spinnensoort uit de familie Desidae. De soort komt voor in Chili.